# Ellersinghuizen
Ellersinghuizen (53° 01′ N, 7° 07′ L) é uma cidade dos Países Baixos, na província de Groninga. Ellersinghuizen pertence ao município de Westerwolde, e está situada a 31 km, a norte de Emmen.
A área de Ellersinghuizen, que também inclui as partes periféricas da cidade, bem como a zona rural circundante, tem uma população estimada em 90 habitantes.